# Borys Kleckin
Borys Kleckin (jid. באָריס קלעצקין, ur. 5 maja 1875 w Horodyszczu, zm. 18 września 1937 w Wilnie) – żydowski wydawca literatury i prasy jidysz związany z Wilnem, działacz Bundu.

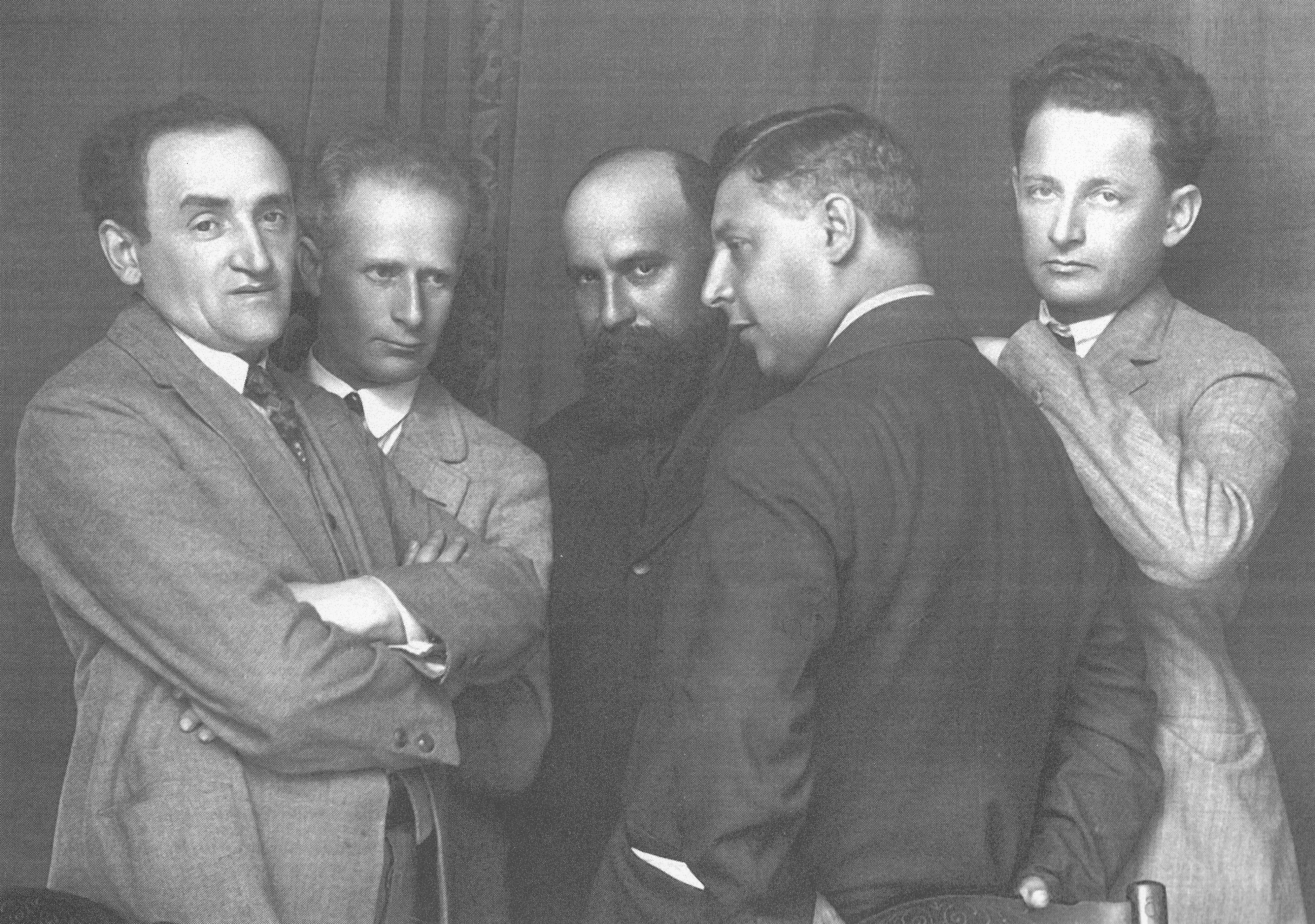
Józef Opatoszu, H. Lejwik, Borys Kleckin, Zelig Malamud, Nachman Majzel, 1925

## Życiorys
Borys Kleckin urodził się 5 maja 1875 roku w Horodyszczu koło Nowogródka, w zamożnej rodzinie rabinackiej. Odebrał tradycyjne żydowskie wykształcenie religijne, poszerzone o świeckie nauczanie indywidualne. W dzieciństwie jego rodzina przeniosła się do Wilna.
Młodo zaczął angażować się w działania kółek robotniczych w Wilnie, wspierał także propagowanie jidysz jako języka narodowego Żydów. W 1896 roku zaczął angażować się w publikowanie i rozpowszechnianie literatury żydowskiej. W 1910 roku uruchomił wydawnictwo Wilner Farłag fun B.A. Kleckin, które wydawało literaturę jidysz, tłumaczenia literatury obcej oraz prace naukowe. Działalność wydawnictwa, na którą poświęcił własny majątek, przerwała I wojna światowa, podczas której Kleckin zamieszkał w Rosji, prowadząc interesy handlowe, ale i nadal publikując, tym razem literaturę dla dzieci i podręczniki. W 1917 znalazł się w komitecie Bundu.
Po wojnie Kleckin wznowił działalność własnego wydawnictwa, w 1925 roku przenosząc jego centralę z Wilna do Warszawy, gdzie firma stała się jednym z najważniejszych wydawnictw zajmujących się literaturą jidysz. Kleckin publikował najpoważniejsze utwory literatury jidysz, jak i literaturę światową w tłumaczeniu, ale i prace naukowe i popularnonaukowe. Odegrał także znaczącą rolę mecenasa młodych pisarzy żydowskich. W jego wydawnictwie ukazały się dzieła m.in. Icchoka Lejba Pereca, Szolema Alejchema, Pereca Hirszbejna, H. Lejwika, Mojżesza Nadira, Józefa Opatoszu, Isaaka Bashevisa Singera czy Ojzera Warszawskiego. Kleckin publikował także czasopisma, w tym tygodnik literacki „Literarisze Bleter” i czasopismo „Jidisze Filologie” YIVO. Alter Kacyzne stwierdził, iż Kleckin w pewnym momencie miał wpływ na całość działalności wydawniczej w jidysz, który wykorzystał, by „wynieść literaturę jidysz na wyższy poziom”. Z kolei Melech Rawicz nazwał Kleckina „pierwszym prawdziwym wydawcą współczesnej literatury jidysz”.
Kleckin zmarł 18 września 1937 roku w Wilnie.